# TechForce
TechForce ist ein Computerspiel für Computer mit Windows-Betriebssystem aus dem Genre Adventure mit Rennspiel-Elementen. Das Lernspiel vermittelt einen Einblick in die Ausbildungs- und Berufswelt der Metall- und Elektroindustrie. Neben dem Spiel selbst liefert das Programm Informationen rund um das Thema Berufswahl und korrekte Bewerbung, beispielsweise durch das Medium Video und durch spielerische Tests.

## Handlung
Der Spieler ist Teil der „TechForce“, einem Team von Auszubildenden der Metall- und Elektroindustrie, die Hochtechnologie entwickeln. Das Team hat die Aufgabe, Teile des futuristischen „Glider X2100“ zu konstruieren und zu produzieren. Alle notwendigen Informationen aus den einzelnen Technikbereichen der M+E-Industrie erhält der Spieler über ein PDA, das ihm hilft, die verschiedenen technischen Aufgaben zu lösen. Ziel des Spiels ist es, mit dem besten Gleiter das TechForce-Rennen zu gewinnen.
Das Gliderrennen ist ein klassisches Rennspiel. Mit futuristischen Gleitern tritt der Spieler gegen virtuelle Gegner auf verschiedenen Strecken an. Ein Feature des Rennens war die Erfassung der Highscores aller Spieler auf der TechForce-Website.

### Charaktere
Im TechForce-Zentrum befinden sich eine Reihe von Auszubildenden und anderen Charakteren, mit denen der Spieler mittels eines Multiple-Choice-Systems Gespräche führen kann:
- André (Feinoptiker)
- Eric (Zerspanungsmechaniker)
- Herbert (stellv. Werkstattmeister)
- Julia (Mechatronikerin)
- Kati (Werkzeugmechaniker)
- Kemal (Elektroniker für luftfahrttechnische Systeme)
- Klaus (Hausmeister)
- Liz (IT-Systemelektronikerin)
- Tobias (Technischer Zeichner)
- Ulli (Industriemechanikerin)

## Spielprinzip und Technik
Im Adventure erfolgt die Steuerung der Spielfigur durch Point-and-Click. Im Rennen erfolgt die Steuerung des Gleiters über die Pfeiltasten oder ein Gamepad.

## Produktionsnotizen
Auftraggeber war der Arbeitgeberverband Gesamtmetall. Dieser initiierte das Projekt im Jahr 2008. Projektmanagement, Konzeption und didaktischer Inhalt verantwortete das Medienhaus im Institut der deutschen Wirtschaft Köln. Entwickler des Spiels war Zone 2 Connect in Zusammenarbeit mit EnterTrain Software. Das Spiel war, ungewöhnlich für ein zu Promotionszwecken erstelltes Spiel, im Einzelhandel erhältlich. Die Bewerbung erfolgte durch das Gesamtmetall-Marketing.

## Rezeption
TechForce erhielt mehrere Auszeichnungen:
- 2008: Comenius-Siegel, ausgezeichnet durch die Gesellschaft für Pädagogik und Information (GPI) als pädagogisch, inhaltlich und gestalterisch besonders wertvolles Produkt
- 2008: Erasmus EuroMedia Seal of Approval, ausgezeichnet durch die European Society for Education and Communication (ESEC)
- 2009: Deutscher Computerspielpreis in der Kategorie „Bestes Serious Game“[2]